# Cerkiew św. Mikołaja w Hoszowie (XX wiek)
Cerkiew św. Mikołaja w Hoszowie – dawna cerkiew greckokatolicka, zbudowana w latach 1939–1948, znajdująca się w miejscowości Hoszów.
W 1971 przejęta przez kościół rzymskokatolicki. Pełni funkcję kościoła filialnego pw. bł. Bronisławy parafii Matki Bożej Bieszczadzkiej w Jasieniu-Ustrzykach Dolnych.
Świątynię włączono do podkarpackiego Szlaku Architektury Drewnianej.

## Historia
Budowę cerkwi rozpoczęto w roku 1939. Użyto do niej materiały z poprzedniej XVIII wiecznej cerkwi. Do wybuchu II wojny światowej zdążono postawić jedynie ściany. W trakcie wojny wykorzystywana przez Niemców jako magazyn amunicji, której wybuch poważnie uszkodził konstrukcję budynku. Budowa została dokończona w 1948 i do 1951 użytkowana była przez grekokatolików. W wyniku przesiedleń w 1951 cerkiew została opuszczona. Przez pewien okres służyła jako owczarnia. W 1971 została przejęta przez kościół rzymskokatolicki. W latach 60. XX w. cerkiew wykorzystano w filmie Wilcze echa. W trakcie remontu w roku 1977 pokrywający dach i kopułę gont zastąpiono blachą.

## Architektura i wyposażenie
Jest to budowla drewniana konstrukcji zrębowej, orientowana, trójdzielna. Zbudowana została na planie krzyża greckiego. Do prezbiterium przylegają dwie zakrystie. Nad szerszą nawą kopuła centralna na ośmiobocznym bębnie zwieńczona baniastą sygnaturką. Na kalenicach układu krzyżowego mniejsze sygnaturki. Ściany zewnętrzne oszalowane pionowo deskami.
Wewnątrz widoczna konstrukcja kopuły na pendentywach. Nie zachowały się elementy pierwotnego wyposażenia.

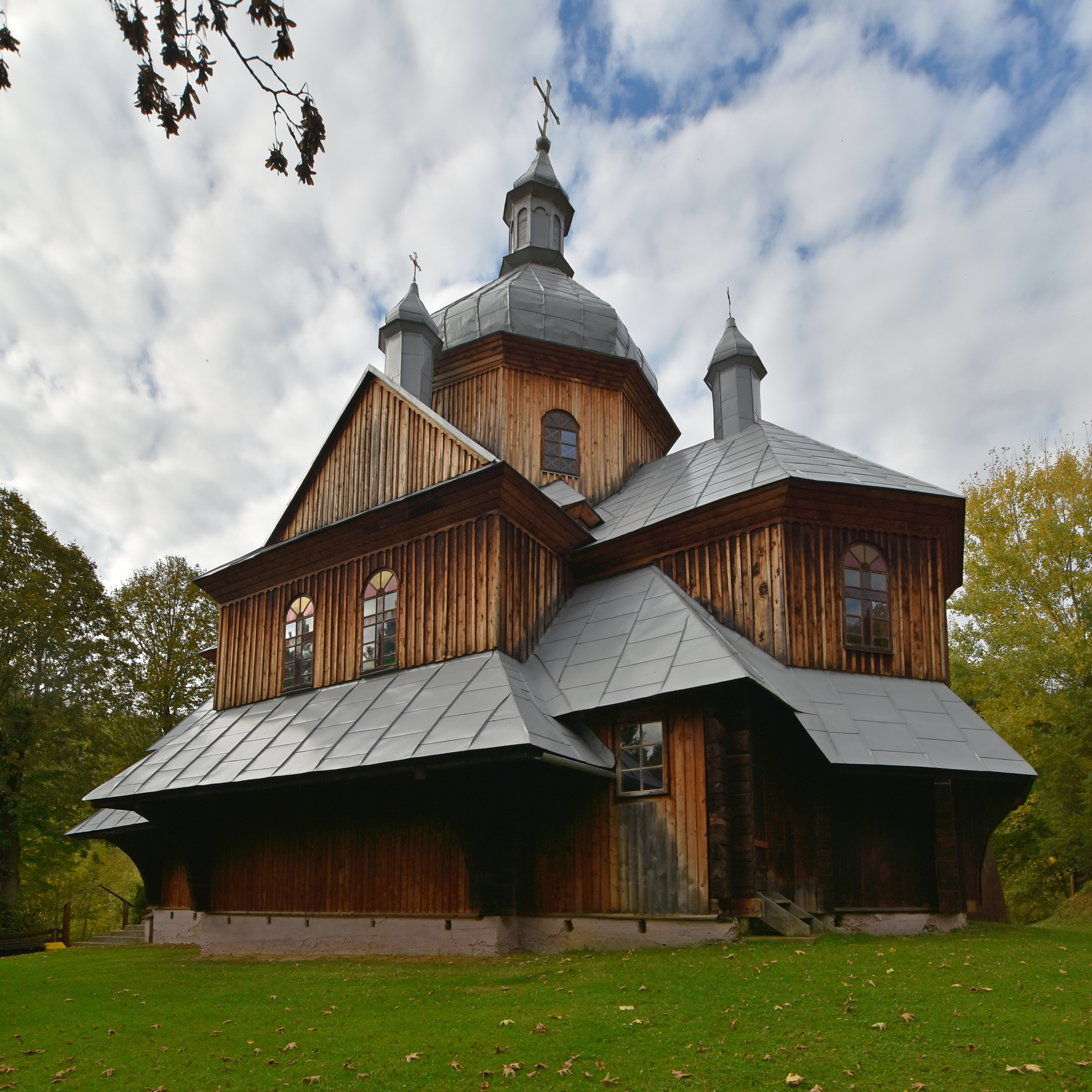
Elewacja boczna
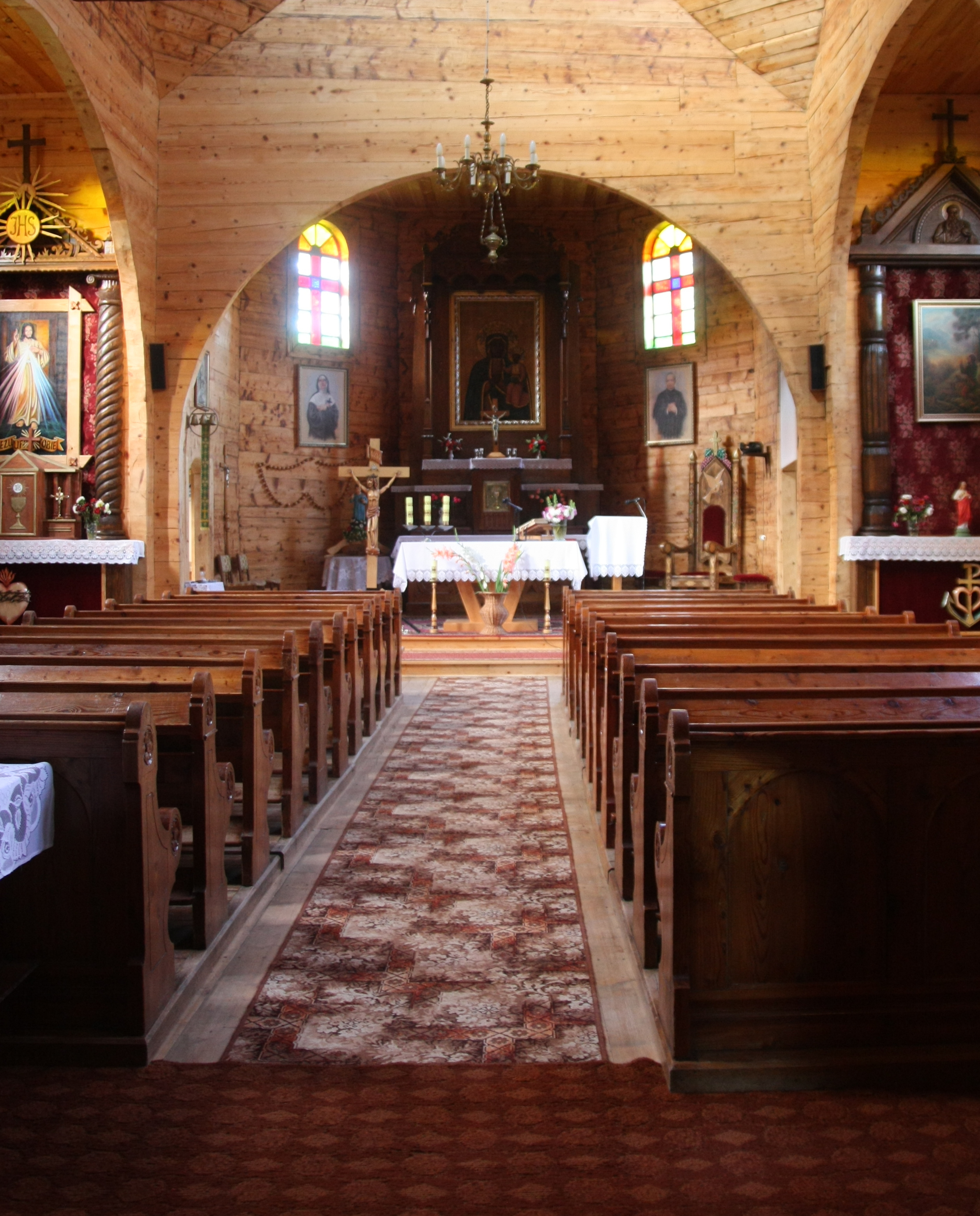
Wnętrze
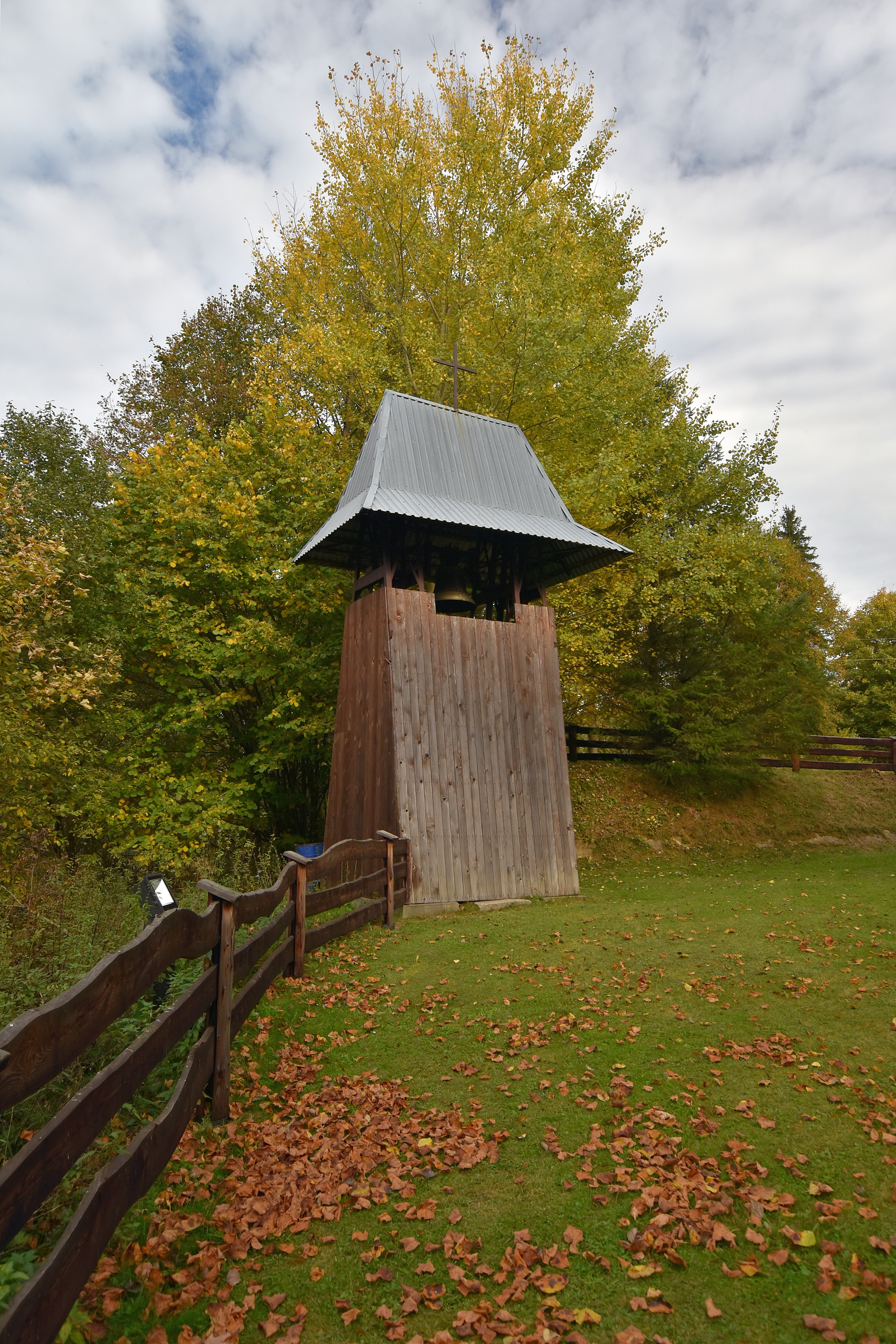
Dzwonnica

## Otoczenie
Przy cerkwi znajduje się stary cmentarz z zachowanymi czterema nagrobkami. Obok świątyni drewniana dzwonnica na planie prostokąta z czterospadowym dachem.